# Caerostris sexcuspidata
Caerostris sexcuspidata är en spindelart som först beskrevs av Fabricius 1793.  Caerostris sexcuspidata ingår i släktet Caerostris och familjen hjulspindlar. Inga underarter finns listade.